# Кімура Дзіроемон
Дзіроемон Кімура (яп. 木村 次郎右衛門; 19 квітня 1897, Камікава, префектура Кіото, Японська імперія — 12 червня 2013, Кьо-Танґо, префектура Кіото, Японія) — японський довгожитель, найстаріший з чоловіків, які коли-небудь жили, чий вік встановлено достеменно. Народився і проживав в місті Камікава (префектура Кіото, Японія), в минулому — листоноша. 14 квітня 2011 року (в Японії вже було 15 квітня) у віці 113 років і 361 дня, після смерті 114-річного американця Волтера Брюнінґа став найстарішим живим чоловіком. 17 грудня 2012 року у віці 115 років і 242 днів, посів перше місце в списку найстаріших нині живих людей у світі після смерті американки італійського походження Діни Манфредіні. На момент смерті він був останнім живим чоловіком, що народився в XIX столітті.

## Життєпис

#### Ранні роки життя
Дзіроемон Кімура при народженні отримав ім'я Кінжиро Міяке (яп. 三宅 金治郎 Міяке Кінжиро). Згідно з записами він народився 19 квітня 1897 року в рибальському селищі Камікава, яке 1 квітня 2004 року увійшло до складу новоствореного міста Кьо-Танґо (префектура Кіото). Був третім з шести дітей в сім'ї фермерів Морізо і Фуси Міяке. За словами його племінника, Тамоцу Міяке, Кімура насправді народився 19 березня 1897 року, а його дата народження в 1955 році, під час переробки і об'єднання записів з сусідніх містечок, була помилково записана як 19 квітня 1897. Він закінчив школу в 14 років і вже з 17 років почав працювати листоношею в місцевих поштових відділеннях.

#### Шлюб і кар'єра
В 1920-х роках Кімура був працівником урядового зв'язку в Корейському генерал-губернаторстві. Після повернення з Кореї він одружився зі своєю сусідкою Єї Кімурою (1904—1978). Оскільки в сім'ї його дружини не було чоловіка-спадкоємця, він змінив своє ім'я на Дзіроемон Кімура, ставши членом її сім'ї. В 1962 році, у віці 65 років, він вийшов на пенсію, пропрацювавши листоношею 45 років. На пенсії Кімура займався господарством на своїй фермі аж до 90 років, коли почали слабшати його ноги.

#### Особисте життя
Четверо братів і сестер Кімури дожили до 90 років, а його молодший брат помер у віці 100 років. У нього було 7 дітей (5 з яких пережили його), 14 онуків, 25 правнуків та 15 праправнуків. Він був здоровою і активною людиною. Кімура любив прокидатися рано вранці і читати газети через лупу. Також він насолоджувався спілкуванням з гостями та політичними дебатами на телебаченні. За його словами, невеликі порції їжі, згідно з конфуціанським вченням Хара хачі бун ме (яп. 腹八分目/はらはちぶんめ), були запорукою його довгого та здорового життя. В останні роки життя Кімура проживав у Кьо-Танґо (префектура Кіото) з 83-річною вдовою свого старшого сина і 59-річною вдовою його онука.
Під час святкування свого 114-го дня народження, 19 квітня 2011 року, Кімура згадував про те, як вижив під час руйнівного землетрусу 1927 року магнітудою 7,6 бала, коли в Кіото загинуло близько 3000 людей. Народившись у 30-му році періоду Мейдзі, він жив за часів правління 4 імператорів та прем'єрства 61 прем'єр-міністра Японії від Мацуката Масайосі до Сіндзо Абе.
На свій 116-й і останній день народження Кімура отримав багато побажань, включаючи відео-повідомлення від прем'єр-міністра Японії Сіндзо Абе. 11 травня 2013 року він був госпіталізований через пневмонію. Кімура помер від природних причин о 12 год. 8 хв., 12 червня 2013 року, в лікарні у своєму рідному місті Кьо-Танґо. Його поховали через два дні — 14 червня 2013 року. На момент смерті він залишався останнім живим чоловіком, що народився в XIX столітті.

## Цікаві факти
- Дзіроемон Кімура отримав титул найстарішого чоловіка в Японії після смерті свого співвітчизника Томодзі Танабе із префектури Міядзакі 19 червня 2009 року. Зустрічаючи на порозі свого будинку репортерів, що прийшли привітати його та взяти інтерв'ю, Кімура сказав англійською мовою: «Дуже вам дякую! Я такий схвильований!». Довгожитель заявив, що йому було дуже приємно отримати цей титул.
- Секрет свого довголіття найстаріший чоловік в Японії пояснював фізичною активністю і здоровим, регулярним помірним харчуванням: «Треба їсти в міру, якою б смачною не була їжа».
- Кімура проявляв інтерес до змагань з сумо, але був незадоволений сучасним станом цього спорту: «Я б хотів бачити більше японських сумоїстів на помості».
- Дзіроемон Кімура не втрачав інтерес до життя: «Мої слух і зір слабшають, але я буду жити кожен з тих днів, які мені ще судилися».

## Рекорди довголіття
- 19 червня 2009 року після смерті японського довгожителя Томодзі Танабе, Кімура у віці 112 років і 61 дня став найстарішим чоловіком в Японії.
- 14 квітня 2011 року після смерті Волтера Брюнінга Дзіроемон Кімура у віці 113 років і 360 днів став найстарішим живим чоловіком на Землі, сьомим найстарішим верифікованим чоловіком на Землі за всю історію і останнім чоловіком, що народився до 1900 року.
- 19 квітня 2011 року Дзіроемон Кімура став шостим верифікованим чоловіком, який досяг віку 114 років.
- 10 липня 2011 року Дзіроемон Кімура у віці 114 років і 82 днів став 5-м найстарішим верифікованим чоловіком на Землі за всю історію.
- 13 липня 2011 року Дзіроемон Кімура у віці 114 років і 85 днів став 75-ю найстарішою верифікованою людиною на Землі за всю історію.
- 26 жовтня 2011 року Дзіроемон Кімура у віці 114 років і 190 днів став 4-м найстарішим верифікованим чоловіком на Землі за всю історію і беззаперечним рекордсменом по тривалості життя серед японських чоловіків.
- 2 грудня 2011 року Дзіроемон Кімура у віці 114 років і 227 днів став найстарішим верифікованим нині живим мешканцем Японії після смерті японської довгожительки Тійоно Хасегави.
- 19 квітня 2012 року Дзіроемон Кімура став третім найстарішим верифікованим чоловіком, що досяг віку 115 років.
- 17 грудня 2012 року Кімура став найстарішою верифікованою нині живою людиною на Землі після смерті американки італійського походження Діни Манфредіні.
- 28 грудня 2012 року Кімура став найстарішим верифікованим чоловіком в історії.
- 5 березня 2013 року Дзіроемон Кімура став 9-ю найстарішою верифікованою людиною на Землі, обійшовши Меггі Барнс.
- 19 квітня 2013 року Дзіроемон Кімура став першим чоловіком, чий підтверджений вік перевищив 116 років.
- 23 травня 2013 року після смерті Джеймса Сіснетта, Кімура став останнім верифікованим чоловіком, що народився в XIX столітті.
- Станом на грудень 2019 року займає 18-те місце у списку найстаріших повністю верифікованих людей в історії.